# Stephen S. Kudla
Stephen S. Kudla (* 1950 in Caracas) ist ein US-amerikanischer Mathematiker, der sich mit automorphen Formen und arithmetischer Geometrie beschäftigt.

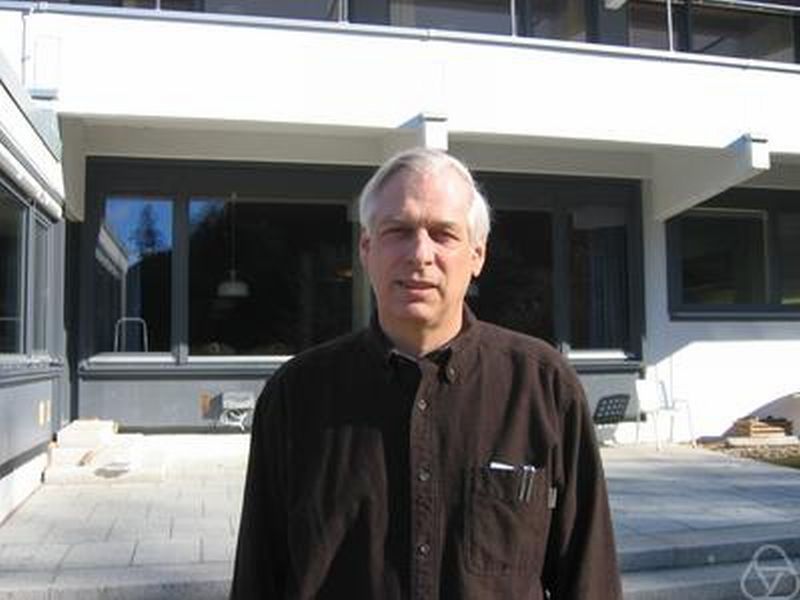
Stephen Kudla, Oberwolfach 2008

## Leben
Kudla wurde 1975 bei Michio Kuga an der State University of New York at Stony Brook (SUNY) promoviert (Real Points on Algebraic Varieties Defined by Quaternion Algebras). Als Post-Doktorand war er 1975/76 am Institute for Advanced Study. Er war ab 1975 an der University of Maryland in College Park, wo er Professor wurde, und ist seit 2006 Professor an der University of Toronto (Canadian Research Chair).
1997 fand er Verbindungen zwischen den Fourierkoeffizienten der Ableitung von Siegel-Eisensteinreihen und arithmetischen Invarianten von Shimura-Varietäten (Höhen von arithmetischen Graden von Zyklen auf diesen Varietäten).
1981 war er Sloan Research Fellow. 2000 erhielt er den Max-Planck-Forschungspreis und 2009 den Jeffery-Williams-Preis der Canadian Mathematical Society. 2002 war er Invited Speaker auf dem Internationalen Mathematikerkongress in Peking (Derivatives of Eisenstein Series and arithmetic Geometry). 2011 wurde er zum Mitglied der Royal Society of Canada gewählt. Er ist im Scientific Review Panel des Pacific Institute of Mathematical Sciences (PIMS). Seit 2004 ist er Mitherausgeber des Canadian Journal of Mathematics und ist Ko-Organisator mehrerer Konferenzen am Mathematischen Forschungsinstitut Oberwolfach. Er ist im wissenschaftlichen Beratungsgremium des Fields Institute.

## Schriften
- Herausgeber mit Yuri Tschinkel, Wee Teck Gan: Eisenstein series and applications. Birkhäuser, 2008
- mit Michael Rapoport, Tonghai Yang: Modular forms and special cycles on Shimura curves. In: Annals of Mathematical Studies, Band 161, Princeton University Press, 2006
- Central derivatives of Eisenstein series and height pairings. In: Annals of Mathematical Studies, Band 146, 1997, S. 545–646
- Derivatives of Eisenstein series and generating functions for arithmetic cycles. In: Asterisque, Nr. 876, Band 276, Seminaire Bourbaki, 2002
- Modular forms and arithmetic geometry. In: Current Developments in Mathematics. International Press, Boston 2003, S. 135–180
- mit Michael Rapoport: Arithmetic Hirzebruch Zagier cycles. In: J. Reine Angewandte Mathematik, Band 515, 1999, S. 155–244
- mit Michael Rapoport: Height pairing on Shimura curves and p-adic uniformization. In: Inv. Math., Band 142, 2000, S. 153–223
- Central derivatives of Eisenstein series and height pairings. In: Annals of Mathematics, Band 146, 1997, S. 545–646
- Special cycles and derivatives of Eisenstein series. In: Heegner points and Rankin L-functions, MSRI Publ., 49, Cambridge University Press, 2004, S. 243–270
- mit Michael Harris: On a conjecture of Jacquet. In: H. Hida u. a. (Hrsg.) Contributions to automorphic forms, geometry and arithmetic. Johns Hopkins University Press, 2004, S. 355–371
- mit Michael Harris: The central critical value of a triple product L-function. In: Annals of Mathematics, Band 133, 1991, S. 605–672